# Gambit (filme de 1966)
Gambit (Brasil: Como Possuir Lissu  ) é um filme estadunidense de 1966, dos  gêneros aventura e romance, dirigido Ronald Neame, roteirizado por Jack Davies, Alvin Sargent e Sidney Carroll, música de Maurice Jarre.

## Sinopse
Um ladrão londrino se alia a uma garota eurasiana para roubar de um multimilionário uma valiosa estátua.

## Elenco
- Shirley MacLaine ....... Nicole Chang
- Michael Caine ....... Harry Tristan Dean
- Herbert Lom ....... Ahmad Shahbandar
- Roger C. Carmel  ....... Ram
- Arnold Moss ....... Abdul
- John Abbott ....... Emile Fournier
- Richard Angarola ....... Coronel Salim
- Maurice Marsac